# کاتسنفورت
کاتسنفورت (به آلمانی: Katzenfurt) یک منطقهٔ مسکونی در آلمان است که در هسن واقع شده‌است. کاتسنفورت ۱٬۹۱۰ نفر جمعیت دارد.